# Bruebach
Bruebach är en kommun i departementet Haut-Rhin i regionen Grand Est (tidigare regionen Alsace) i nordöstra Frankrike. Kommunen ligger i kantonen Mulhouse-Sud som tillhör arrondissementet Mulhouse. År 2022 hade Bruebach 1 050 invånare.

## Befolkningsutveckling
Antalet invånare i kommunen Bruebach
| Referens: INSEE |